# Еспен Едвардсен
Еспен Едвардсен (норв. Espen Edvardsen, нар. 24 лютого 1979, Тронгейм) — норвезький футболіст, що грав на позиції нападника.
Виступав, зокрема, за клуби «Русенборг», «Бйосен» та «Осло Ост», а також молодіжну збірну Норвегії.

## Клубна кар'єра
У дорослому футболі дебютував 1999 року виступами за команду «Русенборг», у якій того року взяв участь у 2 матчах чемпіонату. 
Своєю грою за цю команду привернув увагу представників тренерського штабу клубу «Бйосен», до складу якого приєднався 1999 року. Відіграв за команду з Тронхейма наступний сезон своєї ігрової кар'єри. Більшість часу, проведеного у складі «Бйосена», був основним гравцем атакувальної ланки команди.
Протягом 2001 року захищав кольори клубу «Стремсгодсет».
У 2002 році уклав контракт з клубом «Осло Ост». Завершив ігрову кар'єру у команді «Бйосен».

## Виступи за збірні
У 1998 році дебютував у складі юнацької збірної Норвегії (U-19), загалом на юнацькому рівні взяв участь у 5 іграх.
У 2000 році залучався до складу молодіжної збірної Норвегії. На молодіжному рівні зіграв у 4 офіційних матчах.